# Catherine-Henriette de Bourbon
Catherine-Henriette de Bourbon, dite mademoiselle de Vendôme avant son mariage, née le 14 novembre 1596 et morte le 20 juin 1663, est une fille légitimée du roi de France Henri IV et de sa maîtresse Gabrielle d'Estrées. Par son mariage, elle entra dans la Maison de Lorraine.

## Biographie

### Jeunesse
Fille du roi Henri IV et de Gabrielle d'Estrées, elle naît 14 novembre 1596 à Rouen et fut baptisée le 17 décembre 1596. Lors de sa naissance, la reine Élisabeth Ire d'Angleterre envoya un ambassadeur afin de proposer un nouveau traité de paix entre les deux nations. Mais à la surprise générale, l'Espagne attaqua Amiens. L'une des premières choses que fit la mère de Catherine-Henriette, Gabrielle d'Estrées, fut de demander au peuple de France de contribuer financièrement à l'effort de guerre pendant qu'elle-même mit ses bijoux en gage ; elle amassa ce faisant une fortune considérable.
Pendant sa jeunesse, elle fut connue sous le titre de Mademoiselle de Vendôme, titré dérivé du duché de Vendôme qui était en possession de la Maison de Bourbon depuis 1393. Elle avait deux frères : César (1594-1665), légitimé en 1595, connu sous le titre de duc de Vendôme, qui participa à la Fronde aux côtés de leur demi-frère Gaston d'Orléans, et Alexandre (1598-1629), connu sous le titre de Chevalier de Vendôme.
Lorsqu'elle avait 3 ans, sa mère mourut d'éclampsie après avoir donné naissance à un enfant mort-né. À la mort de sa mère, Catherine-Henriette hérita de sa fortune de manière exclusive. Le duché de sa mère, le duché de Beaufort, fut donné à son frère César.
En 1610, alors qu'elle n'a que 14 ans, son père Henri IV est assassiné. Son demi-frère, le dauphin et futur Louis XIII, âgé de 8 ans, fut alors proclamé roi sous la régence de sa mère Marie de Médicis.

### Mariage
Il fut un temps question qu'elle épousât Henri de Bourbon, prince de Condé, mais l'idée fut abandonnée. Lorsqu'elle n'a que 9 jours, son père, Henri IV, la promet en mariage au fils du connétable de Montmorency. Ce mariage, fixé en date du 18 mai 1610, n'aura pas lieu, car son père est assassiné quatre jours avant. Son mari fut finalement Charles de Lorraine, duc d'Elbeuf, appartenant à la famille de Guise et qu'elle épousa à Paris, au palais du Louvre, le 19 janvier 1619. La dot versée à la famille de Guise était de 800 000 livres, ainsi que de plusieurs pensions. Une grande partie de cette somme fut dépensée et hypothéquée pour diverses raisons, notamment pour un procès à l'encontre de son frère César.
Comme Catherine-Henriette avait épousé un membre de la famille de Guise, elle prit le titre d'Altesse, les Guise étant princes à la cour. Après son mariage, elle fut connue sous le nom de « Duchesse légitimée de France », et signait ses documents C.H.L de France (Catherine-Henriette Légitimée de France). Elle eut six enfants dont trois eurent une descendance. Son mari mourut en 1657 ; elle lui survécut six ans jusqu'à sa propre mort en 1663, le 20 juin.

## Descendance
Elle eut six enfants avec son mari Charles de Lorraine :
- Charles (1620 - 1692), comte d'Harcourt, puis duc d'Elbeuf à la mort de son père ;
- Henri (1622 - 1648), abbé d'Homblières, sans descendance ;
- François-Louis (1623 - 1694), comte d'Harcourt, qui épousa Anne d'Ornano ;
- François-Marie (1624 - 1694), prince de Lillebonne ;
- Catherine (1626 - 1645), nonne à Port-Royal, sans descendance ;
- Marie-Marguerite-Ignace (1629 - 1679), dite Mademoiselle d'Elbeuf, sans descendance.

## Titres
- 14 novembre 1596 - 18 janvier 1619 : Mademoiselle de Vendôme
- 19 janvier 1619 - 5 novembre 1657 : Madame la duchesse d'Elbeuf
- 5 novembre 1657 - 20 juin 1663 : Madame la duchesse d'Elbeuf douairière